# Skärvalången
Skärvalången är en sjö i Skara kommun i Västergötland och ingår i Göta älvs huvudavrinningsområde. Sjön är 18,5 meter djup, har en yta på 1,2 kvadratkilometer och befinner sig 128 meter över havet. Skärvalången ligger i Höjentorp-Drottningkullen Natura 2000-område. Vid provfiske har bland annat abborre, braxen, gers och gädda fångats i sjön. Badplatsen Näsbadet ligger vid sjönsydvästra del norr om Skärv.

## Ekologi
Skärvalången har ett bestånd av kransalger. Vid en inventering 1992 fann man den ovanliga spretsträfse. Andra kransalger som observerats i sjön är mellansträfse, papillsträfse, skörsträfse, taggsträfse och rödsträfse. Sjöns siktdjup är cirka 4 meter. I sjön förekommer den ovanliga sköldmöja.
Andra skyddsvärda arter som återfinns är hjulmöja är borstnate. Övriga växter i sjön är hästsvans, vattenklöver, axslinga, gul näckros, vattenpilört, gropnate, ålnate, sjöranunkel, säv, hornsärv, bladvass, smalkaveldun och vattenbläddra.

## Fisk
Vid provfiske har följande fisk fångats i sjön:
- Abborre
- Braxen
- Gärs
- Gädda
- Karpfisk obestämd
- Lake
- Mört
- Sutare

## Delavrinningsområde
Skärvalången ingår i det delavrinningsområde (647944-137345) som SMHI kallar för Utloppet av Skärvalången. Medelhöjden är 150 meter över havet och ytan är 9,38 kvadratkilometer. Räknas de 2 delavrinningsområdena uppströms in blir den ackumulerade arean 21,54 kvadratkilometer. Vattendraget som avvattnar avrinningsområdet har biflödesordning 5, vilket innebär att vattnet flödar genom totalt 5 vattendrag innan det når havet efter 264 kilometer. Delavrinningsområdet består mestadels av skog (36 %) och jordbruk (42 %). Avrinningsområdet har 1,18 kvadratkilometer vattenytor vilket ger det en sjöprocent på 12,5 %. Bebyggelsen i området täcker en yta av 0,16 kvadratkilometer eller 2 % av avrinningsområdet.